# 13e commando d'opérations spéciales
Le 13e commando d'opérations spéciales « bataillon Sacré » (en grec moderne : 13η Διοίκηση Ειδικών Επιχειρήσεων «ΙΕΡΟΣ ΛΟΧΟΣ», 13 ΔΕΕ) est une unité d'opérations spéciales de l'armée grecque. Créé pour la première fois en 1913, il a participé à la Guerre gréco-turque et à la Guerre italo-grecque. Depuis sa dernière recréation (1988), il est intégré à la Ire Division d'Infanterie (en).